# Gorovje Vudang
Gorovje Vudang (v kitajščini Wǔdāng Shān, poenostavljeno kitajsko: 武当山; tradicionalno kitajsko: 武當山; Wade–Giles: Wu Tang Shan, znano tudi pod imenom 太和 山; Tàihé Shān; T'ai Ho Shan, 'Gora najvišje harmonije', 'Gora velikega miru') ali Xuán Yuè (玄岳, 'Gora skrivnosti')) je gorovje na severozahodu kitajske province Hubej.
Območje obsega približno 400 km² in ga sestavlja 72 vrhov, najvišji s 1612 m pa je Tiāndžù Fēng (天柱峰, 'Vrh nebeških stebrov'). Poleg tega pokrajina očara s 36 znamenitimi skalami in 24 dolinami.
Vudang Šan je s svojimi številnimi zgradbami, templji, palačami, samostani, mostovi, vrati, jamami in puščavnicami znano sveto mesto daoizma in privlači romarje z vsega sveta.

## Geografija
Na kitajskih zemljevidih se ime Vudangšan (kitajsko: 武当山) uporablja za celotno gorovje (ki poteka vzhod-zahod vzdolž južnega roba reke Han in prečka več oddelkov na ravni okrožja Šijan) in za skupina vrhov, ki so v podokrožju Vudangšan Dandžjangkou, Šijan. Slednje specifično območje je znano kot taoistično središče.
Sodobni zemljevidi kažejo višino najvišjega od vrhov v Vudang Šan kot 1612 metrov; vendar ima celotno pogorje nekoliko višje višine drugje.
Nekateri menijo, da je gorovje 'veja' gorovja Daba, ki je velik gorski sistem v zahodnem Hubeiju, Šaanšiju, Čongčingu in Sečuanu.

## Daoizem Vudanga
Vudang Šan ima dolgo daoistično tradicijo. Že v času dinastije Jin (265–420) so se prvi učenjaki sem umaknili kot puščavniki. Po legendi je daoistični duhovnik Čen Tuan (Čen Šiji) iz obdobja Pet dinastij (907–960) in zgodnje dinastije Song več kot 20 let živel na skali Jiuši, kjer se je vzdržal prehrane in izboljševal Či (Bi Gu Shi Qi).
V času vladavine cesarja Džengzonga (998–1022) je templje na Vudang Šanu upravljala »šola pravoslavne enotnosti«, ostale tamkajšnje delujoče sekte pa so bile vanjo prevzete. Približno 200 let kasneje je kompleks prevzela Šola popolne resničnosti. V času dinastije Ming (1368–1644) je postopoma postala sprejeta Šola zmajevih vrat.
Študent Čen Tuan Huo Long, imenovan Dženren (真人, zhēnrén, 'pravi človek', 'popoln človek'), naj bi bil učitelj legendarne junaške figure Džang Sanfenga, ki je živela na Vudang Šanu na začetku dinastije Ming. Džang velja za ustanovitelja Vudang daoizma. Ta temelji na ideji o šoli popolne resničnosti, toda v središče čaščenja postavlja tako imenovani dženwu (真 武, zhēnwǔ, 'pravi bojevnik', 'popoln bojevnik'). To je verjetno razlog, da sta Džang Sanfeng in Vudang Šan imenovana kot izvor notranjih borilnih veščin.  Daoisti Vudang še vedno izvajajo različne tradicionalne tehnike bojevanja in metode samodiscipline.

## Templji in samostan
Prvo mesto čaščenja - tempelj Petih zmajev - je bilo zgrajeno po ukazu cesarja Taizonga iz dinastije Tang.
V času dinastije Tang se je začela gradnja številnih daoističnih templjev in samostanov. Nadaljnje strukture so bile dodane v času dinastij Song in Juan, medtem ko je bil največji kompleks na gori zgrajen v času dinastije Ming (14. – 17. stoletje).
Cesar Jongle (1360–1424), rojen kot Džu Di, je vodil obsežen razvoj Vudang Šana pod vodstvom plemenitega Longpina Džang Šina. S pomočjo 200.000 vojakov in obrtnikov je bilo zgrajenih več kot 100 palač, templjev, samostanov, gostišč in dodatnih mostov, paviljonov in 70 km dolge poti od vznožja gora do vrha Tiandžu. Tamkajšnji kompleks spominja na prepovedano mesto z okoliškim trdnjavskim obzidjem. Najstarejši obstoječi zgradbi sta Zlata dvorana in antično bronasto svetišče, zgrajeno leta 1307. Druge omenjene strukture so palačo Nanjang (zgrajena v letih 1285–1310 in podaljšana leta 1312), kamniti zid Prepovedano mesto na vrhu (zgrajen leta 1419) in palača Vijoličnega oblaka (zgrajena v letih 1119–1126, obnovljena leta 1413 in podaljšana leta 1803–1820).
Takrat so na Wudang Shanu lahko občudovali najbolj veličastne tempeljske komplekse v celotni Kitajski. Imenovali so ga Najsvetejša gora pod nebom. Po več kot 500 letih so številne stavbe propadle in so uničene. Iz tega obdobja je še vedno ohranjenih le šest palač (Zišiao Gong, Taizipo, Džindian, Nanjan, Judžen in Jušu), dva templja Fudžen in Juanhe ter vodnjak Modžen in vrata Šuanjue, ki jih skrbno obnavljajo.
Zišiao Gong (kitajsko: 紫霄宮 / kitajsko: 紫霄宫, 'Palača vijoličnega oblaka') je največja od ohranjenih struktur. Tempelj je bil zgrajen leta 1413. V gorah se dviga v štirih ravneh. V templju Longhu so skulpture dveh božanskih generalov Modri zmaj in Beli tiger. Lik 'Nebeškega uradnika' se dvigne v naslednjem višjem templju Šifang. Zišiaodian, glavna dvorana templja, obkroža bakreno in zlato uokvirjen kip 'Popolnega bojevnika', ki je upodobljen kot deček, srednji in starejši moški. Na najvišji ravni je tempelj Fumu, kjer častijo starše 'Popolnega bojevnika'.
Središče in ena glavnih turističnih znamenitosti je 'Zlata dvorana' (kitajsko: 金殿, Jīndiàn) na najvišji točki Tiandžuja. Ta tempelj z okoliškimi figurami, kadilnicami in mizami s skupno težo 90 ton je bil izdelan v Pekingu in nato prepeljan na goro. Popolnoma pozlačen bakreni tempelj meri 5,8 metra v širino in 4,2 metra v globino z višino 5,5 metra. V notranjosti je 1,8 metra visok in 10 ton težek kip 'Velikega popolnega bojevnika kralja Dženvuja'; ob njegovih nogah je simbol Vudang Šana, želve, ki jo prepleta kača.
Samostani oziroma Starodavni stavbni kompleks v gorah Vudang, so bili leta 1994 uvrščeni na seznam Unescove svetovne dediščine.
19. januarja 2003 je 600 let stara palača Judžengong zgorela, potem ko jo je uslužbenec šole borilnih veščin po nesreči požgal. V dvorani je izbruhnil požar, ki je tri prostore, ki so pokrivali 200 kvadratnih metrov, pretvoril v pepel. Pozlačeni kip Džang Sanfenga, ki je bil običajno nameščen v Judžengongu, je bil tik pred požarom preseljen v drugo stavbo in se je tako izognil uničenju v peklu.

## Vudang Šan in borilne veščine
Po kitajski tradiciji in legendi so daoistični samostani v Vudang Šanu kraj, kjer izvirajo 'notranje borilne veščine' (kitajsko: 內家拳/内家拳, Nèijiāquán), kot so Taidžijuan, Baguadžang in Šingjijuan, 'zunanje borilne veščine' (kitajsko: 外家拳, Wàijiāquán) Šaolin kung Fu in drugih slogov. Ali 'notranje borilne veščine' dejansko izvirajo iz Vudang Šana v preteklosti, je sporno.
Po legendi naj bi daoistični menih Džang Sanfeng opazoval boj med kačo in žerjavom, kjer se je kača žerjavu izogibala, dokler ni morala izčrpana odnehati. Iz tega naj bi razvil načela 'mehkega' boja z notranjo močjo.
Vudang Vušu iz mesta Šijan v provinci Hubej je bil vpisan na seznam nesnovne kulturne dediščine Ljudske republike Kitajske (št. 290).
Danes v mestu Vudang in okoli njega obstajajo številne daoistične šole in mojstri notranjih borilnih veščin. Med najbolj znane mojstre spadajo Džong Junlong (kitajsko: 三豐派 / 三丰派, Sānfēng Pài - šola Sanfeng), Jang Junli (kitajsko: 龍門派 / 龙门派, Lóngmén Pài, šola Longmen) in Jou Šuande (玄武派, Xuánwǔ Pài, Šuanvu šola), ki ne živi v Vudang Šanu. Izobrazili so številne mojstrske študente in si prizadevajo za širjenje borilnih veščin Vudang na Kitajskem, Tajvanu in v drugih azijskih in evropskih državah.

## V popularni kulturi
Slog Vudang je predmet številnih vzhodnjaških tem. Zunaj Kitajske, zlasti na Zahodu, je slavni z oskarjem nagrajeni film Prežeči tiger, skriti zmaj iz leta 2000, v katerem protagonist in filmski junak Lǐ Mùbái (李慕白) uteleša mojstra borilnih veščin iz Vudang Šan.

## Galerija
- Tempelj vijoličnega oblaka
- Vrata Juan Vu
- Palača vijoličnih nebes

## Združenje borilnih veščin
Na prvem nacionalnem turnirju v borilnih veščinah, ki ga je leta 1928 organiziral Centralni Guošu Inštitut, so bili udeleženci ločeni med izvajalce slogov Šaolin in Vudang. Slogi, za katere se šteje, da pripadajo slednji skupini - imenovani Vudangjuan - so tisti z močnim elementom daoističnih vaj neidan. Tipični primeri Vudangjuana so Tadžijuan, Šingjijuan in Baguadžang. Po legendi je Taidžijuan ustvaril daoistični puščavnik Džang Sanfeng, ki je živel v gorah Vudang.
Vudangjuan je bil delno preoblikovan, da ustreza programu za promocijo športa in zdravja v LR Kitajski. Tretji dvoletni tradicionalni festival Vušu je potekal v gorah Vudang od 28. oktobra do 2. novembra 2008. 